# Épouses et Concubines (roman)
Pour les articles homonymes, voir Épouses et Concubines.
Épouses et Concubines (chinois simplifié 妻妾成群, Qiqie Chengqun) est un roman de Su Tong, paru en 1990, dont le personnage principal est une jeune femme, Songlian, brisée par le système du concubinage dans la Chine des années 1920, c'est-à-dire juste après le Mouvement du 4 mai, qui défend notamment la fin de l'oppression des femmes.

## Intrigue
Le roman est raconté du point de vue de Songlian, une jeune femme éduquée, que les circonstances économiques contraignent à devenir la quatrième femme de Chen Zuoqian, c'est-à-dire sa troisième concubine, et d'intégrer son foyer. Âgé de cinquante ans, Zuoqian peine à garder le contrôle de ses femmes et concubines.

## Éditions
- Première édition : Yuan-Liou Publishing Co. (zh) (遠流出版公司), 1990[2].
- En français : trad. Annie Au Yeung et Françoise Lemoine, Flammarion, 1991,  (ISBN 978-2-08-066718-2) (rééd. LGF "Le Livre de Poche", 1997,  (ISBN 978-2-253-93279-6))

Au moment de la sortie de l'édition française, le film n'était pas disponible en Europe. L'édition allemande est une traduction de l'édition française. Les traducteurs n'a pas eu le temps d'obtenir l'original en chinois et de le traduire avant la sortie du film.

## Adaptation cinématographique
- Épouses et Concubines, réal. Zhang Yimou, 1991